# Айдан Клонморский
Айдан (VI век) — игумен Клонморский. День памяти — 11 апреля.
Святой Айдан (Aedhan), или Мэдог (Maedhog), или Мог (Mogue, Mo-Aedh-og = мой дорогой Эд) из рода Уи Дунлайнге был настоятелем монастыря в Клонморе, Ирландия. Он был тесно связан со святыми Онху (Onchu) и Финаном (Finan).
Иногда его отождествляют со святым Эдом, игуменом Ахард-Фингласским (Aid of Achard-Finglas), графство Карлоу.

## Тропарь святому Айдану, глас 3
Thou didst govern thy monastery of Clonmore/ 
in Ireland’s Age of Saints, O holy Abbot Maedhog./ 
Pray to Christ our God that we too may find grace/
to live in faith and penitence,/
that we may attain to salvation.